# Bittacus hageni
Bittacus hageni är en näbbsländeart som beskrevs av Brauer 1860. Bittacus hageni ingår i släktet Bittacus och familjen styltsländor. Inga underarter finns listade i Catalogue of Life.